# Barbara Creecy
Barbara Dallas Creecy là một chính trị gia người Nam Phi và là nhà hoạt động chống phân biệt chủng tộc trước đây. Là thành viên của Đại hội Dân tộc Phi, Barbara Creecy hiện đang giữ chức Bộ trưởng Bộ Môi trường, Lâm nghiệp và Thủy sản, và là thành viên của Quốc hội Nam Phi. Trước đây bà từng là thành viên của cơ quan lập pháp tỉnh Gauteng, được bầu vào năm 1994. Năm 2004, cô được đặt tên là Gauteng MEC cho Thể thao, Giải trí, Nghệ thuật và Văn hóa. Cô phục vụ cho đến năm 2009 khi được bổ nhiệm MEC cho Giáo dục. Thủ tướng mới đắc cử David Makhura đã chuyển Creecy sang lĩnh vực của Gauteng Finance vào năm 2014.
Vào tháng 5 năm 2019, Creecy đã tuyên thệ với tư cách là một thành viên của Quốc hội. Vào ngày 29 tháng 5 năm 2019, Tổng thống Cyril Ramaphosa đã chỉ định Barbara Creecy là Bộ trưởng Bộ Môi trường, Lâm nghiệp và Thủy sản mới.

## Tuổi thơ và giáo dục
Barbara Creecy được sinh ra ở Johannesburg. Cô theo học tại Đại học Witwatersrand và lấy bằng danh dự về Khoa học chính trị. Sau đó, cô đã hoàn thành bằng thạc sĩ về Chính sách công và Quản lý tại Đại học London.

## Sự nghiệp chính trị
Creecy là một nhà hoạt động chống phân biệt chủng tộc và làm việc trong các cấu trúc ngầm của Đại hội Dân tộc Phi khi còn là sinh viên của Đại học Witwatersrand. Cô làm việc cho Bàn dân sự của Mặt trận Dân chủ Thống nhất và sớm tham gia một tổ chức phi chính phủ cung cấp hỗ trợ đào tạo và phát triển tổ chức cho các công đoàn và các cấu trúc cộng đồng. Cô trước đây là thành viên của Ủy ban điều hành tỉnh ANC.
Creecy là một trong những thành viên phục vụ lâu nhất của Cơ quan lập pháp tỉnh Gauteng, đã được bầu vào năm 1994. Trong hai nhiệm kỳ đầu tiên của mình, bà giữ chức Phó Chánh văn phòng cũng như Chủ tịch của cả Ủy ban Giáo dục và Phát triển Xã hội.